# 外囿祥一郎
外囿 祥一郎（ほかぞの しょういちろう、1969年12月4日 - ）は、日本の音楽家、元航空自衛官。ユーフォニアムのトッププレーヤー。

## 人物
鹿児島県鹿児島市出身。血液型はO型。東京音楽大学教授、エリザベト音楽大学、昭和音楽大学各客員教授および相愛大学音楽学部特別講師。ちなみに、音楽大学の出身ではない（トッププレーヤーとしては異例）。
ユーフォニアムは、三浦徹、露木薫、スティーブン・ミードに師事。使用楽器は、ベッソンのJモデルを使用している。マウスピースはJun'sのResonanceを主に使用している。
Twitterでは、「趣味はジョギング。好きな言葉は「軽く全開」と公開している。また、後述するブラス・ヘキサゴンのブログ「ブラス・ヘキサゴンの金管日記」内での愛称は「祥ちゃん」である。

## 略歴
中学校では、3年生のときに学級委員長と吹奏楽部の部長を経験した。
高校は、吹奏楽コンクール九州大会での上位校にあこがれて、福岡の福岡工業大学付属高校（現在の福岡工業大学附属城東高等学校）に進学。しかし、トランペットは希望者が多くレベルも高かったために仕方なくユーフォニアムにコンバートした。
高校3年生の時に航空自衛隊音楽隊のオーディションを受けて合格（高校在学中の合格は異例）。卒業後、航空自衛隊に入隊し、基礎訓練後に航空自衛隊航空中央音楽隊の所属となった。そのため、専門的な音楽教育は自衛隊入隊後に初めて本格的に受けた。
1992年、第9回日本管打楽器コンクールで第1位および大賞を受賞。1994年、東京コンセルヴァトアール尚美ディプロマコース修了。1997年、英国テューバ・ユーフォニアム カンファレンスにおいて、日頃の演奏活動の功績が認められ「Euphonium player of the year」を受賞。同年9月にはフランス・フィリップジョーンズ・ブラスコンクール、ユーフォニアム部門において、1等賞を受賞。
2013年3月31日付けで航空自衛官を退職したことを自身のブログで報告している。

## 共演
- NHK交響楽団
- 大阪市音楽団
- 大阪フィルハーモニー交響楽団
- 九州交響楽団
- 札幌交響楽団
- ジャパン・ヴィルトーゾ・オーケストラ
- ストラスブール管弦楽団
- セントラル愛知交響楽団
- 東京交響楽団
- 東京佼成ウインドオーケストラ

ほか多数のオーケストラ、吹奏楽ユニットなどと共演。

## 参加ユニット
- ザ・テューバ・バンド
- ブラス・ヘキサゴン
- Mr.UFO
- ワーヘリ

## アルバム

### ソロ
- Fantastic Euphonium（1995年3月24日 日本クラウン）
- FANTASTIC EUPHONIMUMII（1998年3月25日 日本クラウン）
- Euphology（1999年9月22日 EMIミュージック・ジャパン）
- EUPHONIUM DREAM（2003年9月18日 OVCL-00120 オクタヴィアレコード）
- Family Tree（2003年12月13日 KOCD-2513 佼成出版社）
- ASPIRATIONS（2004年12月8日 CACG-0059 カフアレコード）
- THE REAL EUPHONIUM（2006年6月14日 KOCD-2519 佼成出版社）※平成18年（第62回）文化庁芸術祭参加作品
- THE REAL EUPHONIUM II MOSAIQUE（2007年4月25日 KOCD-2521 佼成出版社）
- CONCERTO TRILOGY（2007年6月17日 KOCD-4301 佼成出版社）※平成19年度文化庁芸術祭参加作品
- Mr.UFO（2008年4月19日 KICC-680 キングレコード）
- Csárdás（2008年4月19日 KOCD-4302 佼成出版社）
- ASPIRATIONSII（2009年5月27日 CACG-134 カフアレコード）
- Around the EU4NIUM（2009年12月4日 KOCD-2526 佼成出版社）
- REAL EUPHONIUM III Euphrates Euphony（2010年7月24日 KOCD-2528 佼成出版社）
- Desert Rose（2012年6月13日 CACG-0190 カフアレコード）

### ブラス・ヘキサゴン
- Hexagon Originals (2009年8月26日 キングレコード)
- Episode (2008年4月23日 キングレコード)
- Love,Sing and Dance!!（2010年12月22日 KICC-905 キングレコード）
- Shalom（2012年1月18日 CACG-0180 カフアレコード）

### ザ・テューバ・バンド
- ソクラテスの皮肉（2005年4月21日 佼成出版社）
- Mr. Bass Man（2010年2月20日 佼成出版社）

### ワーヘリ
- スマイル（2013年10月30日 ユニバーサルミュージック）
- ワーヘリ・マジック！（2017年5月22日 EV Arts）

### コンチェルト
- CONCERTO TRILOGY（2007年6月17日 KOCD-4301 佼成出版社）※平成19年度文化庁芸術祭参加作品
- ロバート・ジェイガー作品集（2009年4月22日 TOCF-90012 東京EMI）

ほかゲスト・ソリストとして多数のアルバムに出演。